# Bronchoskopia

Schemat badania bronchoskopowego

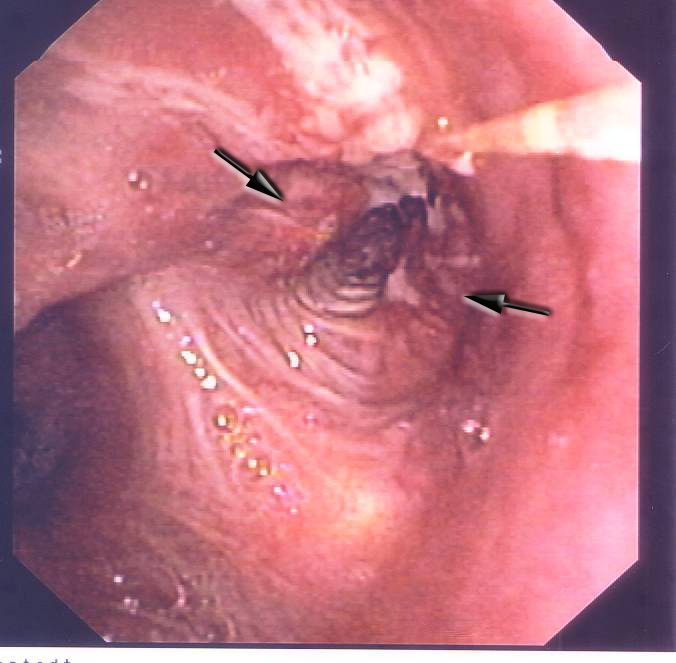
Drogi oddechowe widziane podczas bronchoskopii. Strzałki pokazują prawdopodobny nowotwór oskrzela

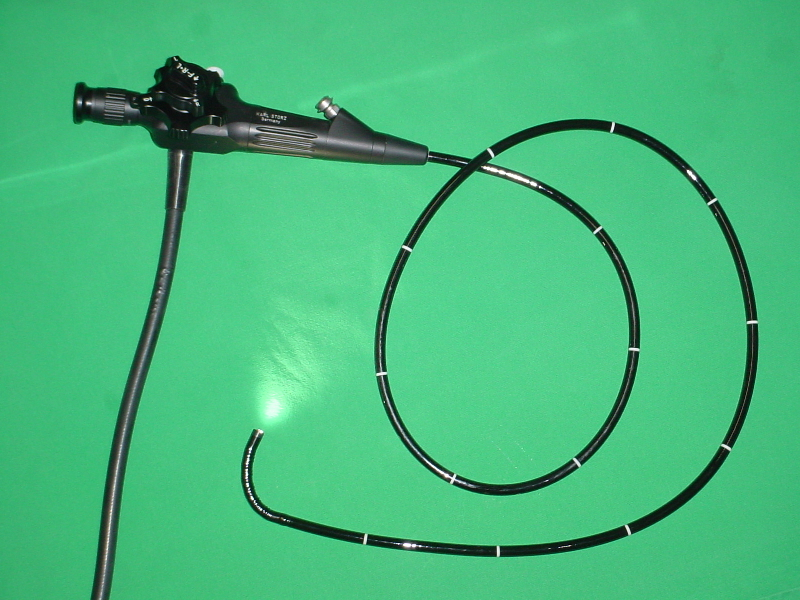
Bronchoskop

Bronchoskopia – diagnostyczne badanie endoskopowe dróg oddechowych, wykonywane za pomocą bronchoskopu, specjalnego urządzenia wprowadzonego przez nos lub usta. Zabieg najczęściej wykonuje się w celach diagnostycznych, głównie rozpoznania ewentualnego procesu nowotworowego, ale niekiedy również ze wskazań terapeutycznych (usunięcie ciała obcego, odessanie zalegającej wydzieliny). Do przeciwwskazań należą między innymi: ciężka niewydolność oddechowa i serca, ciężkie zaburzenia rytmu serca, duża niedokrwistość, zaburzenia krzepnięcia krwi. Zabieg przeprowadza się w znieczuleniu miejscowym. Aparat wprowadza się przez nos lub usta, stopniowo oglądając ukazujące się drogi oddechowe. W trakcie  badania możliwe jest pobranie materiału do dalszej oceny (popłuczyny oskrzelowo-pęcherzykowe, wycinek do badania histopatologicznego i inne). Wśród powikłań wymienia się między innymi hipoksemię, odmę opłucnową, krwawienie z dróg oddechowych czy kaszel.

## Historia
Pierwszy opis bronchoskopii pochodzi z 1897 roku, kiedy to wiedeński laryngolog Gustav Killian wykonał pierwszy zabieg w znieczuleniu miejscowym kokainą, polegający na usunięciu kości, która utkwiła w oskrzelu. W 1904 Chevalier Jackson wyposażył bronchoskop w źródło światła. Aż do późnych lat sześćdziesiątych używano sztywnych bronchoskopów. Dopiero w 1967 roku Shigeto Ikieda wprowadził giętkie bronchofiberoskopy, które umożliwiły bardziej szczegółowe badanie, a także zwiększały możliwość pobrania materiałów do diagnostyki.
W Polsce po raz pierwszy zabieg tzw. bronchoskopii dolnej wykonał Przemysław Pieniążek w 1879 roku. Polegał on na wprowadzeniu przez otwór tracheostomijny specjalnego lejka do tchawicy. Zabieg ten opisał dopiero w roku 1901.

## Rodzaje bronchoskopii

### Bronchofiberoskopia
Bronchoskopię wykonuje się najczęściej przy użyciu bronchofiberoskopu giętkiego. 

### Bronchofiberoskopia z ultrasonografią wewnątrzoskrzelową przy użyciu bronchofiberoskopu wyposażonego na stałe w głowicę konweksową USG
W celu oceny tchawicy, przestrzeni płynowych w pobliżu oskrzela, lokalizacji i wielkości węzłów chłonnych okołooskrzelowych i przyprzełykowych, a także wykonywania ich przezoskrzelowych biopsji cienkoigłowych, używa się specjalnego bronchofiberoskopu do ultrasonografii wewnątrzoskrzelowej wyposażonego na stałe w głowicę konweksową USG na bocznej powierzchni końcówki (CP-EBUS).

### Bronchoskopia sztywna
W specyficznych przypadkach używa się sztywnych bronchoskopów, głównie do wykonywania przezoskrzelowych biopsji gruboigłowych, wewnątrzoskrzelowych zabiegów leczniczych albo w razie konieczności sforsowania zwężenia.

### Bronchoskopia fluorescencyjna
System LIFE (ang. Lung Imaging Fluorescence Endoscopy) – metoda wczesnego wykrywania mało zaawansowanego raka płuca. Wykorzystuje promieniowanie laserowe (laser argonowy) barwy niebieskiej, które powoduje różną, w zależności od obecności procesu chorobowego lub jego braku, fluorescencję otaczających tkanek. Kamera dołączona do bronchoskopu wychwytuje fluorescencję, która po cyfrowym przetworzeniu jest rejestrowana w postaci różnokolorowych plam widocznych na ekranie monitora. Miejsca podejrzane o proces nowotworowy uwidaczniają się w postaci rdzawo-czerwonych plam, podczas gdy miejsca niezmienione chorobowo przybierają barwę zieloną.

### Wirtualna bronchoskopia
Jest to metoda nieinwazyjnego, trójwymiarowego odwzorowania wnętrza drzewa oskrzelowego przy wykorzystaniu obrazów ze spiralnej tomografii komputerowej lub MRI. Badanie jest wykorzystywane głównie przy ocenie zmian chorobowych zamykających światło przewodu oraz przy przeciwwskazaniach do tradycyjnej bronchoskopii. Wśród minusów metody wymienia się brak możliwości oceny koloru błony śluzowej i pobrania wycinka do badania histopatologicznego.

## Wskazania
Około 95% bronchoskopii wykonywanych jest w celach diagnostycznych.
Wskazania diagnostyczne:
- krwioplucie o niejasnej przyczynie, lub którego charakter się zmienił
- duszność o niejasnej przyczynie, lub której charakter się zmienił
- przedłużający się lub napadowy kaszel o niejasnej przyczynie, lub którego charakter się zmienił
- nawracające zapalenie płuc lub dolnych dróg oddechowych, zwłaszcza zlokalizowane w tym samym miejscu
- duża ilość produktywnej wydzieliny śluzowej lub ropnej
- odkrztuszanie mas serowatych lub zwapnień
- zespół żyły głównej górnej
- podejrzenie uszkodzenia tchawicy lub oskrzela w wyniku urazu
- podejrzenie zachłyśnięcia lub aspiracji ciała obcego
- aspiracja treści żołądkowej lub substancji żrących
- oparzenie dolnych dróg oddechowych
- podejrzenie nowotworu nosogardzieli
- obecność komórek nowotworowych w plwocinie
- wyniki badań czynnościowych układu oddechowego wskazujące na zmiany o charakterze restrykcji
- monitorowanie przebiegu chorób śródmiąższowych płuc
- diagnostyka mikrobiologiczna pacjentów leczonych na oddziałach intensywnej terapii lub z niedoborami odporności (np. w przebiegu AIDS lub spowodowanymi leczeniem immunosupresyjnym)
- kontrola położenia i drożności rurki intubacyjnej
- ocena warunków przed operacją torakochirurgiczną, zamknięciem tracheotomii czy protezowaniem przełyku
- kontrola po operacjach torakochirurgicznych

- zmiany w obrazie radiologicznym:[7][8][2]
  - niedodma lub rozdęcie płuc
  - cień guzowaty lub okrągły
  - rozsiane zmiany w płucach
  - powiększenie węzłów chłonnych wnęk płuc oraz śródpiersia
  - nieprawidłowy zarys lub przebieg tchawicy i oskrzeli
  - przewlekłe zapalenie opłucnej z obecnością płynu w jamie opłucnowej
  - płyn w jamie opłucnowej o niewyjaśnionej przyczynie
  - objawy porażenia nerwu przeponowego
  - ruch wahadłowy śródpiersia
  - niereagująca na leczenie odma opłucnowa

Wskazania terapeutyczne:
- odessanie gromadzącej się wydzieliny z drzewa oskrzelowego
- usunięcie ciała obcego
- udrożnienie zwężonej tchawicy lub oskrzela
- wypłukiwanie gromadzącego się materiału w pęcherzykach płucnych u chorych na proteinozę
- przezoskrzelowa aplikacja leków
- tamowanie krwawienia
- leczenie przetoki tchawiczo-przełykowej lub oskrzelowo-przełykowej
- trudna do wykonania intubacja

Powyższe wskazania dotyczą zastosowania giętkiego brochofiberoskopu, natomiast wskazaniami do wykonania bronchoskopii przy użyciu sztywnego bronchoskopu są:
- usunięcie ciała obcego z dróg oddechowych,
- zatamowanie krwawienia,
- leczenie zwężeń dróg oddechowych (udrożnienie tchawicy i dużych oskrzeli)[1].

## Przeciwwskazania
Przeciwwskazania do bronchofiberoskopii obejmują:
- brak zgody chorego na wykonanie badania
- brak współpracy z chorym
- ciężka niewydolność oddechowa z PaO2<50 mm Hg – tylko w przypadku bronchoskopii diagnostycznej
- niewydolność serca – IV w skali NYHA
- zawał mięśnia sercowego (do 2 tygodni przed zabiegiem) lub niestabilna choroba wieńcowa
- ciężkie zaburzenia rytmu serca, głównie o typie komorowym
- zaawansowany wiek pacjenta
- ciężkie zaburzenia krzepliwości krwi
- niedokrwistość dużego stopnia

Przeciwwskazaniami do sztywnej bronchoskopii, poza tymi samymi co do bronchofiberoskopii, są ciężkie zaburzenia ruchomości kręgosłupa szyjnego, uniemożliwiające odgięcie go do zabiegu. Utrudnienie lub niemożność wykonania zabiegu mogą powodować także deformacje twarzoczaszki, małe rozwarcie jamy ustnej, wystające uzębienie czy otyłość. 

## Technika wykonywania

### Przygotowanie pacjenta
Pacjent przed badaniem nie powinien spożywać pokarmów (około 4 godzin przed zabiegiem) ani pić wody (około 2 godzin przed zabiegiem). Niekiedy wskazane jest podanie środka uspokajającego na noc przed planowanym badaniem. Przed bronchoskopią należy oznaczyć z krwi układ krzepnięcia (APTT, INR, płytki krwi), antygen HBs (wirusowego zapalenia wątroby typu B; dopuszczalny wynik nie starszy niż 3 miesiące), gazometrię krwi tętniczej (przy współistniejącej niewydolności oddechowej). Pacjent musi posiadać aktualne zdjęcie rentgenowskie klatki piersiowej oraz EKG. Zalecane jest również wykonanie spirometrii. W przypadku przewlekłego zażywania doustnych środków przeciwkrzepliwych na kilka dni przed zabiegiem powinno się przejść na heparynę.
Na 24 godziny przed badaniem należy zaprzestać palenia papierosów.
Pacjent musi posiadać założone wkłucie do żyły obwodowej.
Jako premedykację można zastosować 10 mg diazepamu przed snem, 0,5 mg atropiny na 60 min. przed badaniem. W specyficznych przypadkach stosuje się petydynę, Scophedal, midazolam.
Po samym badaniu obowiązuje 2-godzinne wstrzymanie się od przyjmowania pokarmów (w tym okresie jest upośledzony odruch połykania i istnieje groźba zachłyśnięcia).

### Przebieg badania
Badanie wykonuje się w znieczuleniu miejscowym, zwykle stosując roztwór lidokainy:
- 10% na łuki podniebienne, tylną ścianę gardła i nasadę języka
- 4% na krtań
- 1–2% dooskrzelowo

Maksymalna dawka lidokainy wynosi 8,2 mg/kg.
Aparat wprowadza się u pacjenta leżącego na wznak przez nos albo usta, a w specyficznych przypadkach przez otwór tracheostomijny lub rurkę intubacyjną. W trakcie badania powinno się monitorować saturację krwi za pomocą pulsoksymetru, ciśnienie tętnicze oraz zapis EKG. Przez wąsy podaje się tlen.
W kolejnych etapach badania ocenia się:
- struny głosowe – wygląd i ruchomość
- tchawicę – wygląd, ruchomość, wiotkość, drożność
- ostrogę – brzeg, podstawa
- oskrzela – od głównych aż do podsegmentowych. Najpierw bada się zdrową stronę. Ocenia się ich przebieg, ruchomość, obecność zwężeń i przegród, ciał obcych, wygląd błony śluzowej oraz obecność wydzieliny.

Niepowikłane badanie trwa kilkanaście minut.

### Procedury diagnostyczne
W trakcie bronchoskopii można wykonać następujące czynności, mające na celu diagnostykę zmian potencjalnie chorobowych:
- biopsja ściany oskrzela – pobranie za pomocą specjalnych szczypczyków wycinków (zwykle 3-5) do badania histopatologicznego
- pobranie popłuczyn oskrzelowo-pęcherzykowych – polega na wstrzyknięciu do światła oskrzela 100-200 ml (w porcjach podzielonych) 0,9% roztworu soli fizjologicznej o temperaturze ciała a następnie odsysanie. Najczęściej płucze się oskrzele płata  środkowego lub języczka.

- wymaz szczoteczkowy – przy pomocy szczoteczki pobiera się materiał do badania
- popłuczyny celowane – pobranie materiału z części obwodowych do badań mikrobiologicznych i cytologicznych
- przezoskrzelowa biopsja płuca – diagnostyka rozsianych zmian w płucach lub zmian położonych centralnie
- przezoskrzelowa aspiracyjna biopsja igłowa – diagnostyka powiększonych węzłów chłonnych w ramach oceny raka niedrobnokomórkowego płuca

- ultrasonografia wewnątrzoskrzelowa przy użyciu cewnika z sondą USG wprowadzonego przez kanał biopsyjny (RP-EBUS) – w celu oceny tchawicy, przestrzeni płynowych w pobliżu oskrzela, lokalizacji i wielkości węzłów chłonnych okołooskrzelowych i przyprzełykowych. Użyteczność i częstość wykonywania tej metody jest jednak znacznie mniejsza niż ultrasonografii wewnątrzoskrzelowej przy użyciu bronchofiberoskopu wyposażonego na stałe w głowicę konweksową USG (CP-EBUS).

## Powikłania
Bronchoskopia odznacza się niewielkim odsetkiem powikłań. Opisywana śmiertelność związana z badaniem bronchofiberoskopowym wynosi ok. 0,1%. Do powikłań związanych bezpośrednio z samym badaniem należą:
- hipoksemia
- odma opłucnowa
- krwawienie z dróg oddechowych
- skurcz oskrzeli
- uraz dróg oddechowych, w tym uszkodzenie fałdów głosowych
- uporczywy kaszel w trakcie badania
- zaburzenia rytmu serca
- przejściowy wzrost temperatury ciała utrzymujący się do 3 dni po zabiegu